# Mojmír Chytil
Mojmír Chytil (Skalka, Distrito de Prostějov, República Checa, 29 de abril de 1999) es un futbolista checo que juega como delantero en el S. K. Slavia Praga de la Liga de Fútbol de la República Checa.

## Primeros años
Nació en Skalka, Distrito de Prostějov.

## Selección nacional
Ha representado a la República Checa en las categorías sub-17 y sub-20.
En noviembre de 2022 fue convocado por primera vez con la selección absoluta de la República Checa, y debutó con un triplete en la victoria por 5-0 contra las Islas Feroe.

### Participaciones en Eurocopas
| Copa          | Sede     | Resultado    | Partidos | Goles |
| ------------- | -------- | ------------ | -------- | ----- |
| Eurocopa 2024 | Alemania | Primera fase | 3        | 0     |

## Estadísticas

### Clubes
Actualizado al último partido disputado el 26 de mayo de 2024.
| Club                                     | Div.          | Temporada     | Liga  | Liga  | Liga   | Copas nacionales | Copas nacionales | Copas nacionales | Copas internacionales | Copas internacionales | Copas internacionales | Total | Total | Total  |
| Club                                     | Div.          | Temporada     | Part. | Goles | Asist. | Part.            | Goles            | Asist.           | Part.                 | Goles                 | Asist.                | Part. | Goles | Asist. |
| ---------------------------------------- | ------------- | ------------- | ----- | ----- | ------ | ---------------- | ---------------- | ---------------- | --------------------- | --------------------- | --------------------- | ----- | ----- | ------ |
| S. K. Sigma Olomouc · República Checa    | 1.ª           | 2018-19       | 4     | 0     | 0      | 0                | 0                | 0                | —                     | —                     | —                     | 4     | 0     | 0      |
| S. K. Sigma Olomouc · República Checa    | 1.ª           | 2019-20       | 18    | 1     | 4      | 3                | 1                | 1                | —                     | —                     | —                     | 21    | 2     | 5      |
| S. K. Sigma Olomouc · República Checa    | 1.ª           | 2020-21       | 31    | 4     | 3      | 3                | 0                | 0                | —                     | —                     | —                     | 34    | 4     | 3      |
| S. K. Sigma Olomouc II · República Checa | 3.ª           | 2019-20       | 14    | 8     | 0      | —                | —                | —                | —                     | —                     | —                     | 14    | 8     | 0      |
| S. K. Sigma Olomouc II · República Checa | 3.ª           | 2020-21       | 3     | 0     | 0      | —                | —                | —                | —                     | —                     | —                     | 3     | 0     | 0      |
| S. K. Sigma Olomouc II · República Checa | 3.ª           | 2021-22       | 2     | 1     | 0      | —                | —                | —                | —                     | —                     | —                     | 2     | 1     | 0      |
| S. K. Sigma Olomouc II · República Checa | Total club    | Total club    | 19    | 9     | 0      | 0                | 0                | 0                | 0                     | 0                     | 0                     | 19    | 9     | 0      |
| F. K. Pardubice · República Checa        | 1.ª           | 2021-22       | 16    | 5     | 2      | 2                | 0                | 0                | —                     | —                     | —                     | 18    | 5     | 2      |
| F. K. Pardubice · República Checa        | Total club    | Total club    | 16    | 5     | 2      | 2                | 0                | 0                | 0                     | 0                     | 0                     | 18    | 5     | 2      |
| S. K. Sigma Olomouc · República Checa    | 1.ª           | 2021-22       | 13    | 3     | 1      | 1                | 0                | 0                | —                     | —                     | —                     | 14    | 3     | 1      |
| S. K. Sigma Olomouc · República Checa    | 1.ª           | 2022-23       | 34    | 13    | 1      | 3                | 3                | 0                | —                     | —                     | —                     | 37    | 16    | 1      |
| S. K. Sigma Olomouc · República Checa    | Total club    | Total club    | 100   | 21    | 7      | 10               | 4                | 1                | 0                     | 0                     | 0                     | 110   | 25    | 8      |
| S. K. Slavia Praga · República Checa     | 1.ª           | 2023-24       | 34    | 16    | 4      | 3                | 1                | 0                | 10                    | 4                     | 1                     | 47    | 21    | 5      |
| S. K. Slavia Praga · República Checa     | Total club    | Total club    | 34    | 16    | 4      | 3                | 1                | 0                | 10                    | 4                     | 1                     | 47    | 21    | 5      |
| Total carrera                            | Total carrera | Total carrera | 169   | 51    | 15     | 15               | 5                | 1                | 10                    | 4                     | 1                     | 194   | 60    | 17     |

## Palmarés

### Títulos nacionales
| Título                               | Club               | País            | Año  |
| ------------------------------------ | ------------------ | --------------- | ---- |
| Liga de Fútbol de la República Checa | S. K. Slavia Praga | República Checa | 2025 |